# ماتیلده بلیند
ماتیلده بلیند (Mathilde Blind) (زاده ۲۱ مارس ۱۸۴۱ – درگذشته ۲۶ نوامبر ۱۸۹۶) شاعر، نویسنده داستان، زندگی‌نامه‌نویس، مقاله‌نویس و منتقد انگلیسی-آلمانی بود. او در اوایل دهه ۱۸۷۰ به عنوان یک زن پیشگام در جامعه‌ای از هنرمندان و نویسندگان عمدتاً مرد ظاهر شد. در اواخر دهه ۱۸۸۰ او در میان نویسندگان زن جدید مانند ورنون لی (وایولت پاژه)، امی لوی، مونا کایرد، اولیو اشراینر، روزاموند ماریوت واتسون و کاترین تاینان برجسته شد. او توسط الگرنون چارلز سوینبرن، ویلیام مایکل روستی، امی لوی، ادیت نسبیت، آرتور سیمونز و آرنولد بنت مورد ستایش قرار گرفت.

## زندگی
بلیند در مانهایم آلمان به دنیا آمد. پدرش یک بانکدار به نام جیکوب آبراهام کوهن و مادرش فریدریک اتلینگر بود. او یک برادر به نام فردیناند، دو برادر ناتنی (مایر جیکوب «مکس» کوهن، از ازدواج اول پدرش، و رودولف، از ازدواج فریدریک و کارل بلیند) و یک خواهر ناتنی به نام اتیلی، نیز از ازدواج فریدریک و کارل بلیند داشت. کوهن در سال ۱۸۴۸ درگذشت، همان سالی که مادرش با کارل بلیند، که در شورش بادن در سال ۱۸۴۸ شرکت داشت، ازدواج مجدد کرد. آنها در سال ۱۸۵۲ به لندن مهاجرت کردند و تقریباً در زمان نقل مکان بود که او نام ناپدری خود را برگزید.